# Nicolas Matthieu Rieussec
Pour les articles homonymes, voir Rieussec (homonymie).
Nicolas Matthieu Rieussec, né le 20 juin 1781 à Paris où il est mort le 18 juin 1866, est un horloger français, inventeur du chronographe encreur.

## Biographie
En 1817, Rieussec est devenu Horloger du Roi ; en 1822 il a demandé un brevet pour son chronographe-encreur, qui fut délivré le 9 mars.
L'instrument a été imaginé pour enregistrer les temps de parcours des chevaux dans les courses. Un mois avant, le 9 février 1822, Fréderic Louis Fatton a reçu un brevet en Angleterre pour une montre « by which the time of the day, the progress of the celestial bodies, as well as carriages, horses or other animals may be correctly ascertained ».
Fatton avait travaillé pendant deux ans avec Breguet sur la réalisation de cette montre. (source : catalogue Chayette & Cheval).
En 1852, la liste des membres de la société d'encouragement pour l'industrie nationale l'indique comme « propriétaire, ancien horloger ».

## Production horlogère

### Montres
- Montre à cylindre en or avec cadran excentré signée 'Rieussec Hor[lo]ger du Roi à Paris No 1656', vers 1820. (vendue 500 euros chez Drouot, 16 mai 2011)

### Chronographes
- Chronographe encreur, vers 1822, vendu 160 000 euros à hôtel Drouot le 16 mai 2011. Un seul autre exemplaire de ce chronographe est connu et se trouve au musée international d'horlogerie de La Chaux-de-Fonds.